# Kylix hecuba
Kylix hecuba é uma espécie de gastrópode do gênero Kylix, pertencente a família Drilliidae.